# Lysandra krodeli
Lysandra krodeli är en fjärilsart som beskrevs av Gillmer 1900. Lysandra krodeli ingår i släktet Lysandra och familjen juvelvingar. Inga underarter finns listade i Catalogue of Life.